# Vik, Sømna kommun
Vik är en tätort och kyrkby som utgör centralort i Sømna kommun i Nordland fylke i norra Norge. Orten ligger vid fylkesväg 17. Här finns Sømna kyrka.

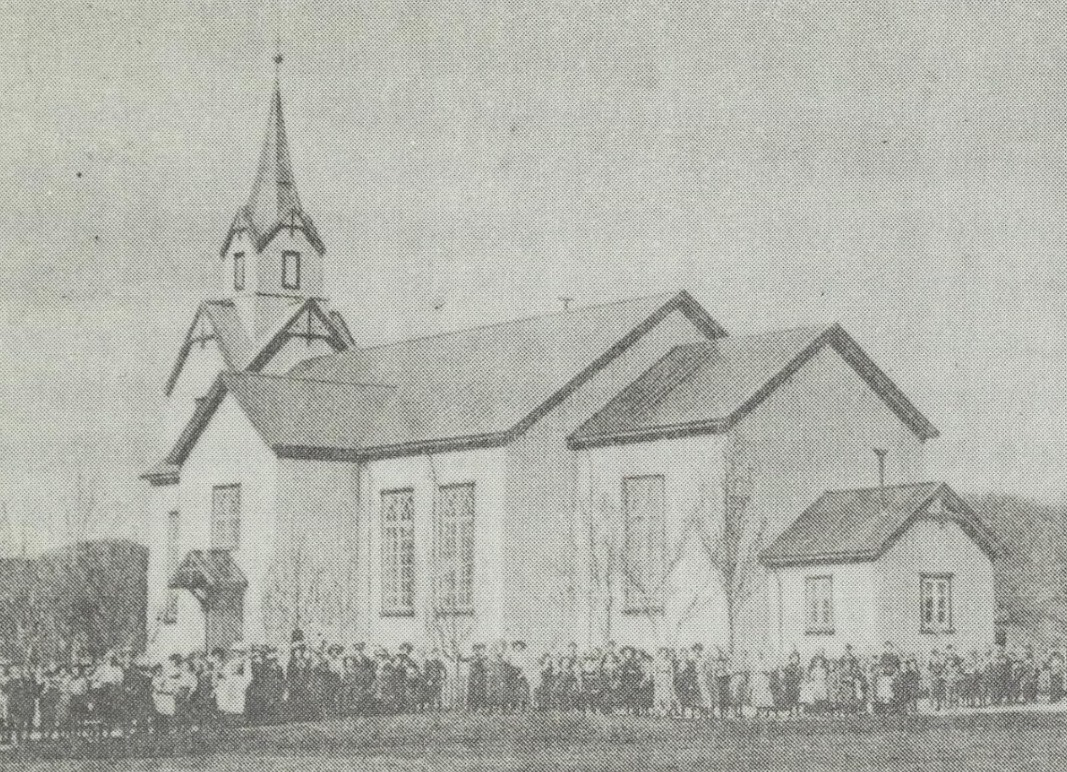
Sømna kyrka cirka 1900.